# In Time: The Best of R.E.M. 1988–2003
In Time: The Best of R.E.M. 1988–2003 és la cinquena compilació de la banda estatunidenca de rock alternatiu R.E.M., tot i que es considera la segona oficial de la banda. Es va publicar el 28 d'octubre de 2003 i conté cançons des de l'àlbum Green (1988) i Reveal (2001) amb l'addició de dues cançons inèdites i dos cançons provinents de bandes sonores.

## Producció
Entre les cançons que conté la compilació destaquen les novetats «Bad Day», versió demo de 1986, i «Animal», cançó nova composta pel següent treball d'estudi. També s'hi van incloure els temes «All the Right Friends» i «The Great Beyond». El primer va ser compost a principis de la dècada de 1980 i regravat per la banda sonora de la pel·lícula Vanilla Sky (2001), de Cameron Crowe, i el segon es va publicar l'any 1999 com a part de la banda sonora de Man on the Moon de Milos Forman, la banda sonora de la qual va ser composta completament per la banda. D'aquesta època destaca l'absència de la cançó «Shiny Happy People», que la banda va decidir ignorar malgrat ser una de les cançons més populars.
A banda de l'edició bàsica, es va llançar una edició limitada de disc doble que incloïa el disc Rarities and B-Sides de la mateixa època i notes de Peter Buck. L'edició d'un disc va arribar al número 1 al Regne Unit i fou certificat com a disc de platí als Estats Units. També van llançar una edició en vinil que consistia en dos LPs i una edició limitada box set de CD. Paral·lelament, també van publicar un àlbum de vídeo titulat In View: The Best of R.E.M. 1988–2003.
La Warner Bros. Records va rellançar l'edició de doble disc l'any 2005, però fou una versió ampliada amb un CD i un DVD d'àudio, i remescles realitzades per Elliot Scheiner.

## Llista de cançons
| Núm.          | Títol                                                        | Durada |
| ------------- | ------------------------------------------------------------ | ------ |
| 1.            | «Man on the Moon» (de Automatic for the People)              | 5:12   |
| 2.            | «The Great Beyond» (de la banda sonora de Man on the Moon)   | 5:04   |
| 3.            | «Bad Day»                                                    | 4:05   |
| 4.            | «What's the Frequency, Kenneth?» (de Monster)                | 3:58   |
| 5.            | «All the Way to Reno (You're Gonna Be a Star)» (de Reveal)   | 4:43   |
| 6.            | «Losing My Religion» (de Out of Time)                        | 4:26   |
| 7.            | «E-Bow the Letter» (de New Adventures in Hi-Fi)              | 5:22   |
| 8.            | «Orange Crush» (de Green)                                    | 3:50   |
| 9.            | «Imitation of Life» (de Reveal)                              | 3:56   |
| 10.           | «Daysleeper» (de Up)                                         | 3:37   |
| 11.           | «Animal»                                                     | 4:00   |
| 12.           | «The Sidewinder Sleeps Tonite» (de Automatic for the People) | 4:06   |
| 13.           | «Stand» (de Green)                                           | 3:09   |
| 14.           | «Electrolite» (de New Adventures in Hi-Fi)                   | 4:04   |
| 15.           | «All the Right Friends» (de la banda sonora de Vanilla Sky)  | 2:45   |
| 16.           | «Everybody Hurts» (de Automatic for the People)              | 5:17   |
| 17.           | «At My Most Beautiful» (de Up)                               | 3:33   |
| 18.           | «Nightswimming» (de Automatic for the People)                | 4:16   |
| Durada total: | Durada total:                                                | 76:15  |

| 1.            | «Pop Song 89» (acústica, 1989)                                              | 2:56  |
| 2.            | «Turn You Inside-Out» (directe, 1989)                                       | 4:16  |
| 3.            | «Fretless» (1991)                                                           | 4:49  |
| 4.            | «Chance (Dub)» (1993)                                                       | 2:33  |
| 5.            | «It's a Free World, Baby» (1992)                                            | 5:11  |
| 6.            | «Drive» (directe, 1992)                                                     | 3:59  |
| 7.            | «Star Me Kitten» (amb William S. Burroughs, 1996)                           | 3:29  |
| 8.            | «Revolution» (1997, banda sonora de Batman i Robin)                         | 3:02  |
| 9.            | «Leave» (versió alternativa, 1997, banda sonora de A Life Less Ordinary)    | 4:40  |
| 10.           | «Why Not Smile» (versió Oxford American, 1998)                              | 2:59  |
| 11.           | «The Lifting» (versió original, 2001)                                       | 5:19  |
| 12.           | «Beat a Drum» (demo Dalkey, 2001)                                           | 4:25  |
| 13.           | «2JN» (2001)                                                                | 3:24  |
| 14.           | «The One I Love» (directe al Museum of Television and Radio, 2001, inèdita) | 3:23  |
| 15.           | «Country Feedback» (directe a Wiesbaden, 2003, inèdita)                     | 5:15  |
| Durada total: | Durada total:                                                               | 59:40 |

## Posició en llistes
| Llista (2003) | Posició | Certificacions |
| ------------- | ------- | -------------- |
| Alemanya      | 1       | 2x Platí       |
| Austràlia     | 5       | 4x Platí       |
| Estats Units  | 8       | 1x Platí       |
| Espanya       | 40      | 1x Platí       |
| Itàlia        | 1       | 1x Platí       |
| Regne Unit    | 1       | 5x Platí       |